# Nyeftyekumszki járás

A Nyeftyekumszki járás a Sztavropoli határterületen

A Nyeftyekumszki járás (oroszul Нефтекумский район) Oroszország egyik járása a Sztavropoli határterületen. Székhelye Nyeftyekumszk.

## Népesség
- 1989-ben 59 775 lakosa volt.
- 2002-ben 70 902 lakosa volt.
- 2010-ben 68 778 lakosa volt, melyből 34 163 orosz, 13 110 nogaj, 8 174 dargin, 5 116 türkmén, 1 373 tatár, 1 049 avar, 711 örmény, 664 kumik, 541 koreai, 455 kazah, 427 lak, 393 ukrán, 376 csecsen, 316 rutul, 172 lezg, 168 török, 151 grúz, 137 azeri, 135 oszét, 109 fehérorosz, 106 kabard, 90 ingus, 64 német, 52 tabaszaran, 41 karacsáj, 40 görög, 36 magyar, 35 üzbég, 34 agul, 33 kalmük, 26 zsidó, 25 moldáv stb.